# Biuro Polityczne Komunistycznej Partii Chin
Biuro Polityczne Komunistycznej Partii Chin, oficjalnie Biuro Polityczne Komitetu Centralnego Komunistycznej Partii Chin (chiń. 中国共产党中央委员会政治局) – biuro polityczne Komitetu Centralnego Komunistycznej Partii Chin.
Po wyborach w 2022 roku, biuro składa się z grupy 24 najwyższych urzędników nadzorujących partię i rząd centralny. Na czele Biura Politycznego stoi sekretarz generalny. W odróżnieniu od biur politycznych innych partii komunistycznych, Biuro Polityczne Komunistycznej Partii Chin przekazuje większość swoich uprawnień mniejszemu Stałemu Komitetowi Biura Politycznego.
Władza Biura Politycznego opiera się w dużej mierze na fakcie, że jego członkowie zazwyczaj jednocześnie piastują stanowiska w strukturach państwowych Chińskiej Republiki Ludowej, a Biuro Polityczne i Sekretariat sprawują kontrolę nad nominacjami personalnymi. Ponadto niektórzy członkowie Biura Politycznego piastują wpływowe stanowiska regionalne. Nie jest jasne, jak wewnętrznie działa Biuro Polityczne, ale wygląda na to, że pełne składy Biura Politycznego spotykają się raz w miesiącu, a stały komitet – co tydzień. Uważa się, że spotkania te odbywają się znacznie rzadziej niż spotkania byłego radzieckiego Biura Politycznego. Porządek obrad spotkań ustala sekretarz generalny Komunistycznej Partii Chin, a decyzje podejmowane są na zasadzie konsensusu, a nie większości głosów.

## Historia
Od lat 90. członkowie Biura Politycznego równocześnie piastowali stanowiska w aparacie partyjnym, na stanowiskach państwowych i jako regionalni szefowie partii.  Ponadto członkom służącym w sektorze wojskowym i bezpieczeństwa ograniczono liczbę stanowisk do 3. W latach 80. większość członków miała wykształcenie w zakresie dowodzenia wojskowego. W 2017 roku w 19. Biurze Politycznym Komitetu Centralnego, oprócz szefów czterech głównych hierarchii instytucjonalnych – Komunistycznej Partii Chin, Ogólnochińskiego Zgromadzenia Przedstawicieli Ludowych, Rady Państwa i Chińskiej Ludowej Politycznej Konferencji Konsultacyjnej – zasiadało po sześciu członków piastujących stanowiska w partii, rządzie krajowym, rządach regionalnych i trzech w wojsku. Średnia wieku członków Biura Politycznego w 2017 r. wyniosła 62 lata i była podobna do ostatnich dekad. Przedtem partia pod przywództwem Deng Xiaopinga celowo zachęcała do rotacji kadr, wprowadzając ograniczenia kadencji i wiek emerytalny.
20. skład Biura Politycznego został wybrany na pierwszym plenarnym posiedzeniu XX Komitetu Centralnego w październiku 2022 roku. Utrzymanie się Xi Jinpinga w jego trzeciej pięcioletniej kadencji oznacza odejście od schematu trwających dekady rządów przywódców, takich jak Mao i Deng.

## Funkcje
Biuro Polityczne i Stały Komitet Biura Politycznego to najważniejsze instytucje decyzyjne Komitetu Centralnego Komunistycznej Partii Chin. Zgodnie ze statutem Komunistycznej Partii Chin, Komitet Centralny partii wybiera Biuro Polityczne na posiedzeniu plenarnym. Członkowie Biura Politycznego są zastępcami liderów szczebla krajowego lub wyższego.

## Skład
| Urzędnik      | Urzędnik      | Czy kontunuuje | Rok urodzenia | Miejsce urodzenia |
| ------------- | ------------- | -------------- | ------------- | ----------------- |
| Cai Qi        | Cai Qi        | Tak            | 1955          | Fujian            |
|               | Chen Jining   | Nie            | 1964          | Liaoning          |
|               | Chen Min'er   | Tak            | 1960          | Zhejiang          |
|               | Chen Wenqing  | Nie            | 1960          | Sichuan           |
| Ding Xuexiang | Ding Xuexiang | Tak            | 1962          | Jiangsu           |
|               | He Lifeng     | Nie            | 1955          | Guangdong         |
|               | He Weidong    | Nie            | 1957          | Fujian            |
|               | Huang Kunming | Tak            | 1956          | Fujian            |
|               | Li Ganjie     | Nie            | 1964          | Hunan             |
|               | Li Hongzhong  | Tak            | 1956          | Shenyang          |
| Li Qiang      | Li Qiang      | Tak            | 1959          | Zhejiang          |
|               | Li Shulei     | Nie            | 1964          | Henan             |
| Li Xi         | Li Xi         | Tak            | 1956          | Gansu             |
|               | Liu Guozhong  | Nie            | 1962          | Heilongjiang      |
|               | Ma Xingrui    | Nie            | 1959          | Heilongjiang      |
|               | Shi Taifeng   | Nie            | 1956          | Shanxi            |
| Wang Huning   | Wang Huning   | Tak            | 1955          | Szanghaj          |
|               | Wang Yi       | Nie            | 1953          | Pekin             |
| Xi Jinping    | Xi Jinping    | Tak            | 1953          | Pekin             |
|               | Yin Li        | Nie            | 1962          | Shandong          |
|               | Yuan Jiajun   | Nie            | 1962          | Jilin             |
|               | Zhang Guoqing | Nie            | 1964          | Henan             |
|               | Zhang Youxia  | Tak            | 1950          | Pekin             |
| Zhao Leji     | Zhao Leji     | Tak            | 1957          | Szantung          |

## Historyczne składy

### 19. Biuro Polityczne (2017-2022)
Na XIX Zjeździe KPCh (od 8 do 25 października 2017) wybrano następujących członków Biura Politycznego:
- Sekretarz generalny: Xi Jinping
- Członkowie Biura Politycznego: Li Keqiang, Li Zhanshu, Wang Yang, Zhao Leji, Han Zheng, Ding Xuexiang, Liu He, Xu Qiliang, Sun Chunlan, Li Xi, Li Qiang, Li Hongzhong, Hu Chunhua, Yang Jiechi, Yang Xiaodu, Zhang Youxia, Chen Xi, Chen Quanguo, Chen Min'er, Guo Shengkun, Huang Kunming, Cai Qi

### 18. Biuro Polityczne (2012-2017)
Na XVIII Zjeździe KPCh (od 8 do 14 listopada 2012) wybrano następujących członków Biura Politycznego:
- Sekretarz generalny: Xi Jinping
- Członkowie Biura Politycznego: Ma Kai, Wang Huning, Liu Yandong, Liu Qibao, Xu Qiliang, Sun Chunlan, Sun Zhengcai, Li Jianguo, Li Yuanchao, Wang Yang, Zhang Chunxian, Fan Changlong, Meng Jianzhu, Zhao Leji, Hu Chunhua, Li Zhanshu, Guo Jinlong, Han Zheng

### 17. Biuro Polityczne (2007-2012)
Na XVII Zjeździe KPCh (od 15 do 21 października 2007) wybrano następujących członków Biura Politycznego:
- Sekretarz generalny: Hu Jintao
- Stały Komitet Biura Politycznego: Hu Jintao, Wu Bangguo, Wen Jiabao, Jia Qinglin, Li Changchun, Xi Jinping, Li Keqiang, He Guoqiang, Zhou Yongkang
- Członkowie Biura Politycznego: Wang Gang, Wang Lequan, Wang Zhaoguo, Wang Qishan, Hui Liangyu, Liu Qi, Liu Yunshan, Liu Yandong, Li Yuanchao, Wang Yang, Zhang Gaoli, Zhang Dejiang, Yu Zhengsheng, Xu Caihou, Guo Boxiong, Bo Xilai

### 16. Biuro Polityczne (2002-2007)
Na XVI Zjeździe KPCh (od 15 do 21 października 2002) wybrano następujących członków Biura Politycznego:
- Sekretarz generalny: Hu Jintao
- Stały Komitet Biura Politycznego: Hu Jintao, Wu Bangguo, Wen Jiabao, Jia Qinglin, Zeng Qinghong, Huang Ju, Wu Guanzheng, Li Changchun, Luo Gan
- Członkowie Biura Politycznego: Cao Gangchuan, Chen Liangyu (do 24 wreśnia 2006), Guo Boxiong, He Guoqiang, Hui Liangyu, Liu Qi, Liu Yunshan, Wang Lequan, Wang Zhaoguo, Wu Yi, Yu Zhengsheng, Zeng Peiyan, Zhang Dejiang, Zhang Lichang, Zhou Yongkang

### 15. Biuro Polityczne (1997-2002)
Na XVI Zjeździe KPCh (od 15 do 21 października 2002) wybrano następujących członków Biura Politycznego:
- Sekretarz generalny: Jiang Zemin
- Stały Komitet Biura Politycznego: Jiang Zemin, Li Peng, Zhu Rongji, Li Ruihuan, Hu Jintao, Wei Jianxing, Li Lanqing.
- Członkowie Biura Politycznego: Ding Guangen, Tian Jiyun, Li Changchun, Li Tieying, Wu Bangguo, Wu Guanzheng, Chi Haotian, Zhang Wannian, Luo Gan, Jiang Chunyun, Jia Qinglin, Qian Qichen, Huang Ju, Wen Jiabao, Xie Fei

### 14. Biuro Polityczne (1992-1997)
Na XVI Zjeździe KPCh (od 15 do 21 października 2002) wybrano następujących członków Biura Politycznego:
- Sekretarz generalny: Jiang Zemin
- Stały Komitet Biura Politycznego: Jiang Zemin, Li Peng, Qiao Shi, Li Ruihuan, Zhu Rongji, Liu Huaqing, Hu Jintao
- Członkowie Biura Politycznego: Ding Guangen, Tian Jiyun, Li Lanqing, Li Tieying, Yang Baibing, Wu Bangguo, Zou Jiahua, Chen Xitong (od 25 września 1995), Jiang Chunyun, Qian Qichen, Wei Jianxing, Xie Fei, Tan Shaowen († 3 lutego 1993), Huang Ju (od 28 września 1995)